# Hemitelia monilifera
Hemitelia monilifera là một loài dương xỉ trong họ Cyatheaceae. Loài này được J.Sm. mô tả khoa học đầu tiên năm 1842.
Danh pháp khoa học của loài này chưa được làm sáng tỏ. 